# داويت الأول
داويت الأول (الجعزية: ዳዊት) (dāwīt، «ديفيد») كان إمبراطور إثيوبيا (حكم من 1382 حتى 6 أكتوبر 1413)، وعضوًا في السلالة السليمانية. لقد كان الابن الأصغر لنوايا كريستوس.

## فترة الحكم
يناقش تاديس تمرات تقليدًا قام فيه داويت، في وقت مبكر من عهده، بحملة ضد مصر، حيث وصل شمالًا حتى أسوان. ردًا على ذلك، أجبر الأمير بطريرك الإسكندرية، متاؤس الأول، على إرسال وفد إلى داويت لإقناعه بالتراجع والعودة إلى مملكته. يَخلص تاديس إلى أنه «يبدو أن هناك القليل من الشك أو اللا شك في أن الملك داويت في الواقع قاد قواته، عشية مجيء مماليك الشركس في مصر المملوكية، إلى ما وراء الحدود الشمالية لمملكته، وأحدث فوضى كبيرة بين سكان المنطقة المسلمين الذين كانوا في دائرة نفوذ مصر منذ القرن الثالث عشر». من الواضح أن الإمبراطور كانت تربطه علاقة ودية مع خليفة السلطان، فوفقًا لمؤرخ القرون الوسطى تقي الدين المقريزي، أرسل داويت 22 جملًا محملة بالهدايا إلى الظاهر سيف الدين برقوق، أول سلاطين مماليك الشركس.
لقد واجه دوايت مشكلة الغارات من الممالك الإسلامية على حدوده الشرقية بهجمات مضادة عديدة على تلك الممالك. وبحسب المقريزي، ففي عام 1403، لاحق الإمبراطور داويت سلطان عدل، سعد الدين الثاني، إلى زيلع، حيث قتل سعد الدين ونهب المدينة. ومع ذلك، هناك مصدر معاصر آخر يؤرخ وفاة سعد الدين في عام 1415، ويعطي الفضل في هذا للإمبراطور يشاق.
أرسل داويت سفارة إلى أوروبا وصلت إلى البندقية بحلول 23 يونيو 1402، طالبًا إرسال عدد من الحرفيين إلى منطقة نفوذه. جمع كونتي روسيني الوثائق الباقية المتعلقة بهذه الزيارة في عام 1927، والتي تسجل أن خمسة حرفيين غادروا مع المبعوث الإثيوبي في أغسطس، ولكن دون أن تسجل وصلوهم إلى إثيوبيا. ومع ذلك، وجدت مارلين إي هيلدمان دليلًا على «كأس فضي مذهبة» صنعت في البندقية، والتي، لو كانت تلك التي وصفها فرانسيسكو ألفاريس بأنه رأها في إثيوبيا، فإنها قد وصلت إلى داويت. علامة أخرى من الممكن أن تدل على وصولهم هي خط سير الرحلة من البندقية عبر رودس وقبرص والقدس والقاهرة وأكسوم إلى بلاط Preste جون في شيوا وقد ذكر أوسبيرت جاي ستانهوب كروفورد أنها في عهد داويت. يعتبر كروفورد هذه الوثيقة «أول وصف لا لبس فيه للجغرافيا الحبشية التي نجت؛ هي تشير بالتأكيد إلى رحلة أوروبية، ويمكن تحديد الطريق المتبع بدقة.»

## الموت
قُتل داويت، وهو فارس مشهور، عندما ركله أحد خيوله في رأسه. كما كتب ابنه الأصغر، زرع يعقوب، الذي كان يبلغ من العمر 14 عامًا في ذلك الوقت، بحزن:
انتصر والدي داويت، [لكنه] لم يعد من المعركة ضد العدو. أنا شخصيًا بحثت عنه. كانت شمس [داويت] مفقودة.
دفن جثمانه في دير القديس ستيفن في جزيرة داجا في بحيرة تانا.

## أحداث أخرى
كان الإمبراطور داويت مسيحيًا متحمسًا. لقد تعامل مع ثورة بيتا إسرائيل في تيغراي، وشجع العمل التبشيري في Gojjam. ووفقًا لواليس بودج، فقد وصلت قطعة من الصليب الحقيقي إلى إثيوبيا في عهد داويت. كما قدم أوقافًا للكنيسة الإثيوبية: نجت ثلاثة مواثيق من المنح التي منحها لأراضي في ولقيت، ووسراي، ووأديابو، ووشاير، وأدي أركاي، وشمال سيمين، وجارالتا، ومانبارتا، وكارنسيم التي تقع شمال أسمرة الحالية.
خلال فترة داويت على العرش، تم إنتاج مثالين باقين من المخطوطات المصورة. أحدهما ترجمة لمعجزات مريم التي كُتبت باللغة العربية بأمر من الإمبراطور داويت. هذا هو أقدم كتاب مصور بتكليف من إمبراطور إثيوبي. الآخر، الموصوف بأنه «من أجمل الكتب المصورة في تلك الفترة»، هو نسخة من الأناجيل المحفوظة الآن في دير القديس جبرائيل في جزيرة كبران في جنوب بحيرة تانا.